# Takahashi Daisuke
Takahashi Daisuke (Nhật: 髙橋 大輔 (Cao Kiều Đại Phụ) sinh ngày 16 tháng 3 năm 1986) là một vận động viên trượt băng nghệ thuật người Nhật Bản. Anh đạt được huy chương Đồng Thế vận hội mùa đông 2010, là nhà vô địch các giải Trượt băng nghệ thuật Thế giới 2010, Grand Prix Final 2012-2013, Vô địch Bốn Châu lục 2008 và 2011, 5 lần vô địch giải Quốc gia Nhật Bản (2006-2008, 2010, 2012).
Takahashi đại diện Nhật Bản tham dự 3 kì Thế vận hội các năm 2006, 2010 và 2014. Anh là vận động viên đơn nam đầu tiên của Nhật Bản đạt huy chương trong môn trượt băng nghệ thuật trong Thế vận hội, cũng như danh hiệu vô địch Thế giới và Grand Prix Final.
Takahashi thông báo sẽ quay trở lại thi đấu vào 1 tháng 7 năm 2018 ở tuổi 32, sau khi đã giải nghệ trước đó vào 14 tháng 10 năm 2014.

## Sự nghiệp

### Trước năm 2002
Takahashi bắt đầu trượt băng từ năm lên 8 tại một sân trượt băng gần nhà. Sự nghiệp cấp thiếu niên của anh tương đối thành công với ngôi vị Vô địch Thế giới cấp thiếu niên năm 2002 ngay lần đầu tiên - và cũng là duy nhất - tham dự cuộc thi, trở thành vận động viên đơn nam Nhật Bản đầu tiên dành được danh hiệu này.

### Sự nghiệp Cấp trưởng thành đến hết Thế vận hội 2010
Takahashi chuyển lên thi đấu cấp trưởng thành từ mùa giải 2002-2003. Trong những năm đầu ở cấp trưởng thành, Takahashi không có được phong độ ổn định. Anh chuyển đến Osaka vào năm 2004, theo học tại Đại học Kansai - trường có xây dựng một sân băng cho các vận động viên ưu tú của Nhật Bản sử dụng.
Năm 2005, Takahashi bắt đầu theo học huấn luyện viên Nikolai Morozov. Anh giành huy chương Đồng tại giải Vô địch Bốn châu lục, tham gia giải Vô địch Thế giới năm đó cùng Honda Takeshi để giành suất cho đội tuyển nước nhà tham dự Thế vận hội năm sau, song Honda gặp chấn thương và phải rút khỏi giải. Takahashi về hạng 15, giành 1 suất cho đội tuyển. Anh giành huy chương Đồng giải Grand Prix Final 2005, trở thành vận động viên đơn nam đầu tiên của Nhật Bản làm được điều này. Takahashi đứng thứ 8 chung cuộc tại Thế vận hội 2006.
Takahashi đạt được thêm nhiều thành tựu trong giai đoạn 2006-2008 - 2 tấm huy chương Bạc Grand Prix Final, vô địch Đại hội Mùa đông 2007, vô địch Bốn châu lục 2008 với kỉ lục thế giới mới cho bài thi tự do (175.84) và tổng điểm hai bài thi (264.41) lúc bấy giờ, huy chương Bạc tại giải Vô địch Thế giới 2007. Anh ngưng hợp tác với huấn luyện viên Morozov vào tháng 5 năm 2008.
Tháng 10 năm 2008, Takahashi gặp chấn thương dây chằng chéo đầu gối phải (dây ACL), phải thực hiện phẫu thuật và bỏ mùa giải 2008-2009. Anh trở lại tập luyện trên băng vào tháng 4 năm sau đó. Ở giải Vô địch Quốc gia năm 2009, anh giành chiến thắng và được chọn vào đội tuyển tham gia Thế vận hội 2010 tại Vancouver, Canada cùng Oda Nobunari và Kozuka Takahiko. Anh đoạt huy chương Đồng Thế vận hội 2010, trở thành vận động viên trượt băng đơn nam đầu tiên của Nhật Bản giành huy chương Olympic. Tiếp tục với thành công đó, anh trở thành nhà vô địch Thế giới năm 2010 - nhà vô địch trượt băng đơn nam người châu Á đầu tiên. Cũng trong cuộc thi này, anh thử thực hiện cú Flip 4 vòng song không thành công.

### Sự nghiệp Cấp trưởng thành đến hết Thế vận hội 2014
Takahashi thắng giải Bốn Châu lục năm 2011, giành thêm những tấm huy chương Bạc tại Grand Prix Final 2011 và giải Vô địch Thế giới 2012. Tại World Team Trophy 2012, anh lập thành tích cá nhân mới trong cả bài thi ngắn, bài thi tự do và tổng điểm, trong đó điểm só 94.00 trở thành kỉ lục thế giới lúc bấy giờ cho bài thi ngắn. Anh làm việc trở lại với huấn luyện viên Morozov vào tháng 6 năm 2012.
Trong mùa giải 2012-2013, Takahashi giành chiến thắng Grand Prix Final - là vận động viên đơn nam Nhật đầu tiên thắng giải đấu này. Anh đứng thứ 6 tại giải Vô địch Thế giới mùa đó, góp phần cùng Hanyu Yuzuru giành 3 suất tham dự Thế vận hội 2014 cho đội tuyển năm sau.
Takahashi tham gia hệ thống giải Grand Prix năm 2013-2014, giành quyền tham dự vòng chung kết, nhưng một chấn thương bất ngờ buộc anh phải rút khỏi giải. Trong giải Vô địch Quốc gia năm đó - giải đấu quyết định suất tham dự Thế vận hội - Takahashi đứng hạng 5, nhưng thành tích thi đấu của anh giúp anh được chọn vào đội tuyển cùng Hanyu Yuzuru và Machida Tatsuki. Anh đứng hạng 6 chung cuộc tại Thế vận hội năm đó. Anh rút khỏi đội tuyển giải Vô địch Thế giới vì chấn thương đầu gối, và tuyên bố giải nghệ ngày 14 tháng 10 năm 2014 ở tuổi 28.

### Sự nghiệp Cấp trưởng thành từ năm 2018
Takahashi bất ngờ tuyên bố trở lại thi đấu vào ngày 1 tháng 7 năm 2018 - ngày đầu tiên của mùa giải mới - ở tuổi 32. Theo lời Takahashi, đoạn kết năm 2014 đã để lại trong anh nhiều nuối tiếc và việc làm việc với tư cách bình luận viên - phóng viên tại giải Quốc gia năm 2017 đã có nhiều tác động về mặt tinh thần với anh, khiến anh mong muốn được quay trở lại với không khí thi đấu.